# S.O.S. dischi volanti
S.O.S. dischi volanti (...SOS... Fliegende Untertassen)  è un romanzo di fantascienza del 1952 di R.M. Wallisfurth. È stato pubblicato in italiano nel 1955 nella collana Urania di Arnoldo Mondadori Editore.